# 麥吉 (阿拉巴馬州)
麥吉（英語：McGhee）是一個位於美國阿拉巴馬州切羅基縣的非建制地區。該地的面積和人口皆未知。

## 地理
麥吉的座標為34°10′04″N 85°43′57″W / 34.16777°N 85.7325°W，而該地最高點為海拔高度171米（即561英尺）。